# José López Portillo, Tamaulipas
José López Portillo är en ort i Mexiko.   Den ligger i kommunen Padilla och delstaten Tamaulipas, i den centrala delen av landet, 500 km norr om huvudstaden Mexico City. José López Portillo ligger 173 meter över havet och antalet invånare är 173.
Terrängen runt José López Portillo är platt, och sluttar österut. Runt José López Portillo är det glesbefolkat, med 18 invånare per kvadratkilometer. Närmaste större samhälle är Nuevo Padilla, 11,9 km öster om José López Portillo. Trakten runt José López Portillo består till största delen av jordbruksmark.